# Lindenberg (Vorpommern)
Lindenberg ist eine Gemeinde im Landkreis Mecklenburgische Seenplatte. Die Gemeinde liegt südwestlich von Demmin im vorpommerschen Teil des Landkreises. Sie gehört dem Amt Demmin-Land an, das seinen Verwaltungssitz in Demmin hat. Bis zum 1. Juli 2004 gehörte Lindenberg zum Amt Borrentin.

## Geografie und Verkehr
Lindenberg liegt etwa zehn Kilometer nordöstlich von Stavenhagen und 17 km südöstlich von Demmin. Die Bundesstraße 194 verläuft westlich der Gemeinde. Der Ortsteil Lindenberg, der sich in der Mitte des Gemeindeterritoriums befindet, liegt direkt an der Landstraße 272 und an der Kreisstraße 297. Durch Lindenberg fließt der Augraben.

## Ortsteile
- Lindenberg
- Hasseldorf
- Krusemarkshagen

## Geschichte
Entstanden ist Lindenberg (Rellin) aus einer slawischen Burganlage aus dem 8/9. Jahrhundert. Erstmals urkundlich erwähnt wurde die Gemeinde als Rellin am 31. Januar 1283 als Eigentum des Bischofs Herman zu Cammin.
Der jetzige Ort Lindenberg bestand früher aus zwei Feldmarken, dem ursprünglich slawischen Rellin und der im Zuge der deutschen Ostkolonisation hinzugekommenen deutschen Ansiedlung Lindenberg. Die Grenze zwischen den beiden Orten war der Augraben, wie auf der Karte der schwedischen Landesvermessung von 1698 zu sehen ist. Die heute zu Lindenberg gerechnete Dorfkirche gehörte ursprünglich zu Rellin, wie noch Dokumente aus dem 16. Jahrhundert belegen, die heute im Landesarchiv Greifswald aufbewahrt werden. Es war das eigentliche Dorf, währenddessen Lindenberg im Prinzip nur aus den beiden Burgwällen östlich des Augrabens bestand.
Lindenberg war bis zum Tod von Hans Voß im Jahre 1535 Mittelpunkt der Grundherrschaft dieser adligen Familie. Bereits 1366 hatten sie von den Fürsten zu Werle das Recht zum Bau einer Befestigung in Lindenberg erhalten. Deshalb brach nach dem Tod von Hans Voß ein Streit zwischen den Herzögen von Mecklenburg und denen von Pommern wegen des Erbes aus, den aber die Pommern für sich entschieden. Sie bildeten aus den Besitzungen derer von Voß, zu denen als zweites Sitzgut noch (Alt) Kentzlin gehörte, ein herzogliches Amt Lindenberg, welches aber zusammen mit den Besitzungen des säkularisierten Klosters Verchen von einem Amtmann bzw. Amtshauptmann verwaltet wurde.
Die Herzöge von Pommern-Wolgast, zu deren Territorium Lindenberg gehörte, bauten die alte Burg derer von Voß am Ende des 16. Jahrhunderts zu einem Jagdschloss um, von dem eine zeitgenössische Beschreibung im Wojewodschaftsarchiv in Stettin vorliegt. Aber nur wenig später musste Herzog Philipp Julius das Amt Lindenberg zur Abtragung der gewaltigen Schuldenlast an seinen Hofmarschall Hans von Neuenkirchen verpfänden. Nach dessen Tod übernahm es sein Bruder Christoph von Neuenkirchen und nach dessen Tod wurde es unter seinen Erben aufgeteilt. Zur Zeit der schwedischen Landesvermessung 1698 teilten sich den Besitz des Amtes der Landrat Warnstett und ein Herr von Rieben. Kleinere Teile des Amtes waren bereits früher noch an andere Pfandinhaber gegangen.
Erst mit der Übernahme des Gebietes durch Preußen 1713 änderte sich dies und das Amt kam größtenteils wieder in königlichen Besitz. Eine Übersicht über dessen Besitzstand gibt die Zusammenstellung bei Brüggemanns Beschreibung des Herzogtums Vorpommern preußischen Anteils von 1779.
Die beiden Ortsteile Hasseldorf und Krusemarkshagen gehören erst seit ungefähr 1945 zu Lindenberg. Lindenberg liegt genau auf der Grenze zwischen der ehemals preußischen Provinz Pommern und Mecklenburg-Schwerin. Der Augraben war dort der Grenzfluss.

## Wappen, Flagge, Dienstsiegel
Die Gemeinde verfügt über kein amtlich genehmigtes Hoheitszeichen, weder Wappen noch Flagge. Als Dienstsiegel wird das kleine Landessiegel mit dem Wappenbild des Landesteils Vorpommern geführt. Es zeigt einen aufgerichteten Greifen mit aufgeworfenem Schweif und der Umschrift „GEMEINDE LINDENBERG * LANDKREIS MECKLENBURGISCHE SEENPLATTE“.

## Sehenswürdigkeiten
→ Siehe auch Liste der Baudenkmale in Lindenberg (Vorpommern)

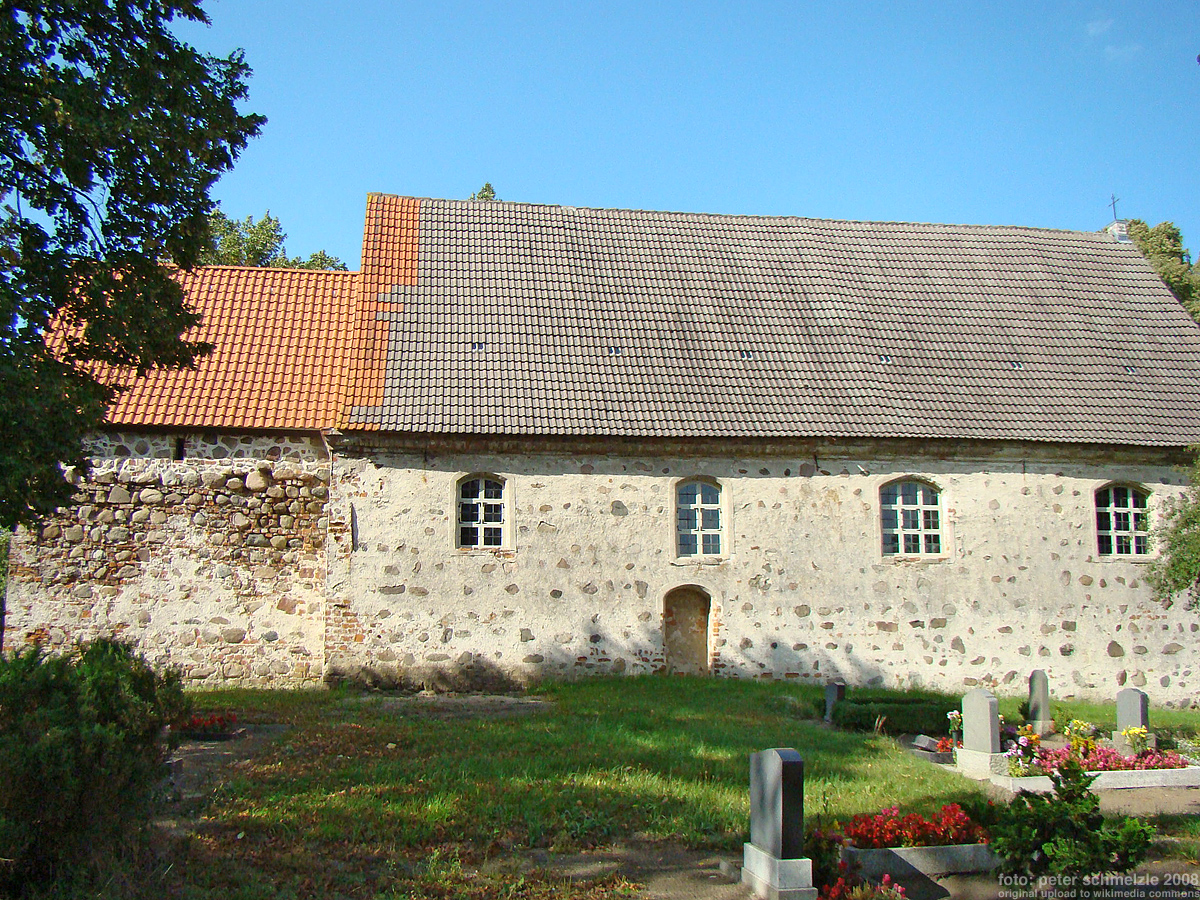
Dorfkirche in Lindenberg, links der Unterbau des 1920 abgebrannten Turmes

- Dorfkirche Lindenberg, Feldsteinkirche aus dem 16. Jahrhundert. Der bei einem Brand 1920 zerstörte Kirchturm wurde 2012 wieder aufgebaut. Altaraufsatz und Altarschranken im Stil der Renaissance sowie die Kanzel und das Pfarrgestühl stammen aus dem 17. Jahrhundert. Wandmalereien sind inschriftlich auf 1597 datiert. Die einmanualige Grüneberg-Orgel mit neun Registern wurde 1867 in Stettin gebaut.[4]

## Persönlichkeiten
In Lindenberg geboren wurde Wilhelm Karl Stolle (1704–1779), Pastor und Chronist der Stadt Demmin.